# Луїджі П'єроні
Луїджі П'єроні (фр. Luigi Pieroni; нар. 8 вересня 1980, Льєж, Бельгія) — бельгійський футболіст, що грав на позиції нападника. Виступав за національну збірну Бельгії.
Володар Кубка Франції. Дворазовий володар Кубка Бельгії. Володар Кубка Інтертото.

## Клубна кар'єра
Вихованець юнацьких команд футбольних клубів «Монтеньє», «Льєж» та «Стандард» (Льєж).
У дорослому футболі дебютував 1998 року виступами за команду клубу «Стандард» (Льєж), в якій провів три сезони.
Згодом з 1999 по 2004 рік грав у складі команд клубів «Льєж» та «Мускрон».
Своєю грою за останню команду привернув увагу представників тренерського штабу клубу «Осер», до складу якого приєднався 2004 року. Відіграв за команду з Осера наступні три сезони своєї ігрової кар'єри. Більшість часу, проведеного у складі «Осера», був основним гравцем атакувальної ланки команди. За цей час виборов титул володаря Кубка Франції, ставав володарем Кубка Інтертото.
Протягом 2007—2011 років захищав кольори клубів «Нант», «Ланс», «Андерлехт», «Валансьєнн», «Гент» та «Стандард» (Льєж).
Завершив професійну ігрову кар'єру у клубі «Арль-Авіньйон», за команду якого виступав протягом 2011—2013 років.

## Виступи за збірну
2004 року дебютував в офіційних матчах у складі національної збірної Бельгії. Протягом кар'єри у національній команді, яка тривала 5 років, провів у формі головної команди країни 25 матчів, забивши 2 голи.

## Досягнення
- Володар Кубка Франції:

«Осер»: 2004–2005
- Володар Кубка Бельгії:

«Андерлехт»: 2007—2008
«Стандард» (Льєж): 2010—2011
- Володар Кубка Інтертото:

«Осер»: 2006
- Найкращий бомбардир Чемпіонату Бельгії:

«Мускрон»: 2003—2004